# Bożnowice
Bożnowice is een plaats in het Poolse district  Ząbkowicki, woiwodschap Neder-Silezië. De plaats maakt deel uit van de gemeente Ziębice en telt 911 inwoners.